# Austrohahnia
Austrohahnia praestans is een monotypisch geslacht van spinnen uit de  familie van de Hahniidae (kamstaartjes).

## Soort
- Austrohahnia praestans Mello-Leitão, 1942